# Composition aux deux perroquets
Composition aux deux perroquets est un tableau peint par Fernand Léger en 1935-1939. Cette huile sur toile représente quatre acrobates et deux perroquets. Elle est conservée au musée national d'Art moderne, à Paris.